# Xander Lambrix
Xander Lambrix (Tongeren, 25 maart 2000) is een Belgisch voetballer die doorgaans als verdediger speelt. Hij verruilde in 2023 Roda JC Kerkrade voor TOP Oss.

## Carrière
Xander Lambrix speelde in de jeugd van KRC Genk, waar hij van 2018 tot 2020 in het reserve-elftal speelde. In 2020 vertrok hij na een proefperiode transfervrij naar Roda JC Kerkrade, waar hij een contract tot medio 2022 tekende. Hij debuteerde in het betaald voetbal op 30 augustus 2020, in de met 4-0 gewonnen uitwedstrijd tegen Jong Ajax. Aanvankelijk kreeg Lambrix veel speeltijd, maar in de tweede seizoenshelft moest hij steeds vaker op de bank blijven. In het seizoen 2021/22 speelde hij slechts vier competitiewedstrijden, maar zijn contract werd wel verlengd. In het seizoen 2022/23 was hij wel vaker basisspeler. In totaal speelde hij voor Roda JC 53 wedstrijden.
Op 7 juli 2023 tekende Lambrix een eenjarig contract met een optie voor een extra jaar bij competitiegenoot TOP Oss. Hij maakte zijn debuut voor de club als basisspeler centraal in de verdediging naast Calvin Mac-Intosch in een 1-0 uitnederlaag tegen FC Den Bosch op 11 augustus, de openingsspeeldag van het seizoen. In zijn eerste twee seizoenen bij de club miste hij slechts twee wedstrijden.

## Statistieken
| Seizoen | Club             | Competitie     | Competitie | Competitie | Beker | Beker | Overig | Overig | Totaal | Totaal |
| Seizoen | Club             | Competitie     | Wed.       | Dlp.       | Wed.  | Dlp.  | Wed.   | Dlp.   | Wed.   | Dlp.   |
| ------- | ---------------- | -------------- | ---------- | ---------- | ----- | ----- | ------ | ------ | ------ | ------ |
| 2020/21 | Roda JC Kerkrade | Eerste divisie | 21         | 0          | 1     | 0     | 0      | 0      | 22     | 0      |
| 2021/22 | Roda JC Kerkrade | Eerste divisie | 4          | 0          | 2     | 0     | 0      | 0      | 6      | 0      |
| 2022/23 | Roda JC Kerkrade | Eerste divisie | 24         | 0          | 1     | 0     | 0      | 0      | 25     | 0      |
| 2023/24 | TOP Oss          | Eerste divisie | 37         | 0          | 1     | 0     | 0      | 0      | 38     | 0      |
| 2024/25 | TOP Oss          | Eerste divisie | 37         | 0          | 1     | 0     | 0      | 0      | 38     | 0      |
| Totaal  | Totaal           | Totaal         | 123        | 0          | 6     | 0     | 0      | 0      | 129    | 0      |

Bijgewerkt op 6 juni 2025.